# Chiesa di San Terenziano (Parma)
La chiesa di San Terenziano è un luogo di culto cattolico dalle forme barocche, situato in strada Fraore a Fraore, frazione di Parma, in provincia e diocesi di Parma; è sede di una parrocchia compresa nella zona pastorale della città.

## Storia
Il luogo di culto originario fu costruito in epoca medievale; la più antica testimonianza della sua esistenza risale al 17 marzo del 1195, quando la cappella fu citata in una convenzione, approvata dal papa Celestino III nel 1197, che pose fine alla lite per il possesso della vicina chiesa di Sant'Andrea tra la badessa Guilla del monastero di Sant'Alessandro di Parma e l'arciprete della pieve di San Pancrazio.
Nel 1230 la Capelle Sancti Teremciani de Faverorio fu citata nel Capitulum seu Rotulus Decimarum della diocesi di Parma tra le dipendenze della pieve di San Pancrazio.
Entro il 1564 la chiesa fu elevata a sede parrocchiale; nel 1577 fu unita a quella di Fognano, ma dopo breve tempo tornò autonoma.
Nel 1730 il tempio fu allungato e ristrutturato in stile barocco; la cerimonia di dedicazione si svolse il 14 settembre 1731; in quello stesso anno furono avviati, su progetto dei maestri Pietro e Paolo Bettoli, i lavori di costruzione della nuova facciata, completata nel 1733.
Nel 1961 la chiesa fu sottoposta ad alcuni lavori di restauro e di decorazione degli interni.

## Descrizione

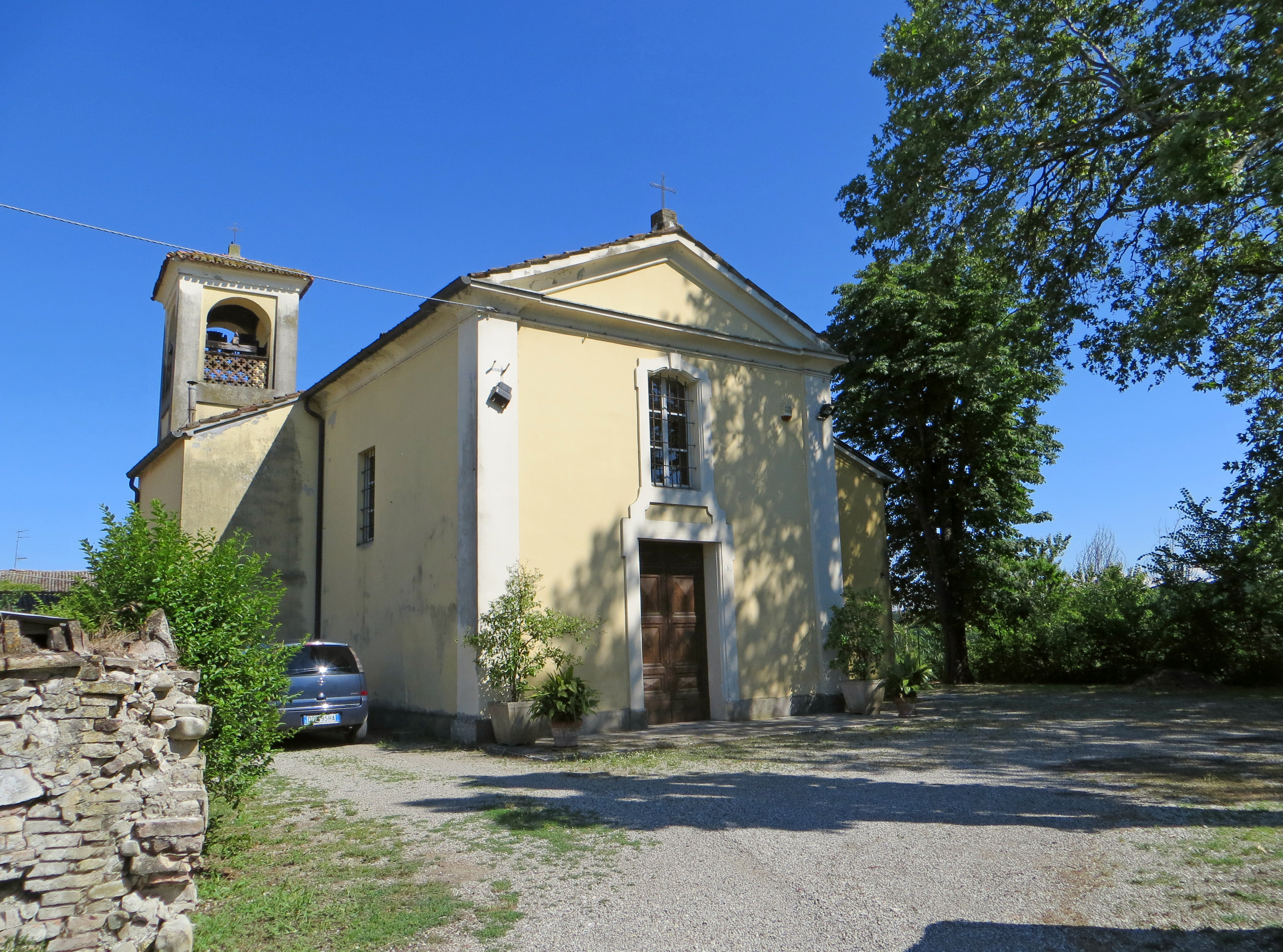
Facciata e lato nord

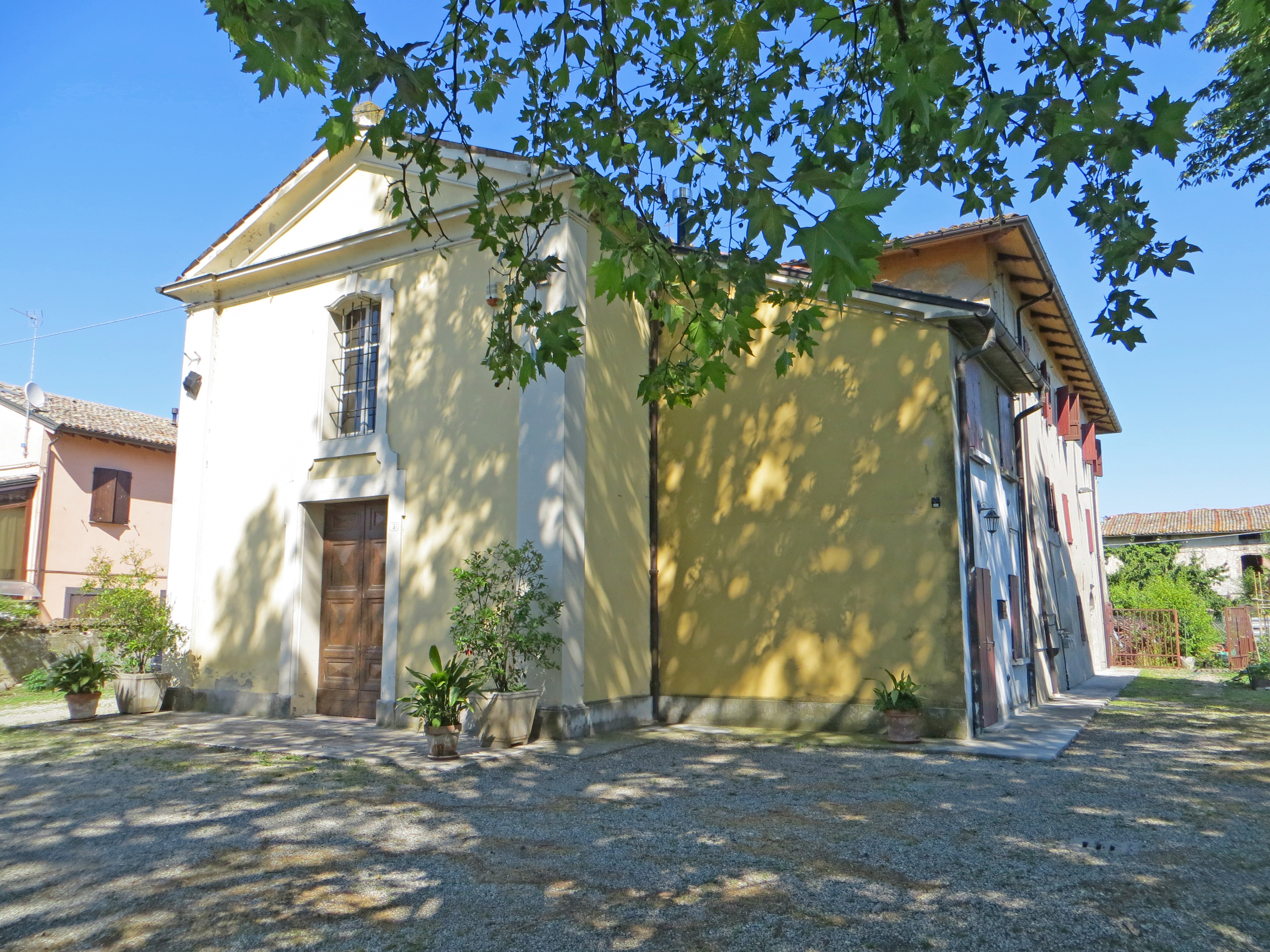
Facciata e lato sud

La chiesa si sviluppa su un impianto a navata unica affiancata da una cappella per lato, con ingresso a ovest e presbiterio absidato a est.
La simmetrica facciata a capanna, interamente intonacata, è delimitata da due lesene coronate da capitelli dorici; al centro è collocato l'ampio portale d'ingresso, inquadrato da una cornice e sormontato da una finestra ad arco mistilineo, anch'essa incorniciata; in sommità si staglia il frontone triangolare di coronamento, con cornice modanata.
Dai fianchi aggettano le cappelle laterali; al termine del prospetto sinistro si erge il campanile intonacato a base quadrata; la cella campanaria si affaccia sulle quattro fronti attraverso ampie monofore ad arco a tutto sesto.
All'interno la navata, coperta da una volta a botte a sesto ribassato, è affiancata dalle due ampie arcate a tutto sesto delle cappelle laterali, delimitate da lesene doriche.
Il presbiterio, lievemente sopraelevato, è preceduto dall'arco trionfale; l'ambiente, chiuso superiormente da una volta a botte, accoglie l'altare maggiore marmoreo a mensa, aggiunto nel 1969; sul fondo l'abside, coperta dal catino a semicupola, ospita, tra due finestre laterali, la pala rappresentante San Terenziano.
La chiesa conserva alcune opere di pregio, tra cui un dipinto seicentesco raffigurante la Madonna col Bambino e santa Maria Maddalena de' Pazzi, un olio riproducente il Battesimo di Gesù, sei portaceri tardo-settecenteschi attribuiti a Ignazio Marchetti, un altare seicentesco ligneo, uno stendardo settecentesco ritraente la Madonna col Bambino, un santo carmelitano e san Terenziano e una piccola credenza risalente al 1700 circa.